# Hands Open
Singles de Snow Patrol
Chasing Cars
(2006) Set the Fire to the Third Bar
(2006)
Hands Open est le troisième single tiré de l'album Eyes Open de Snow Patrol, sorti en 2006. Il est sorti en tant que single uniquement aux États-Unis et dans quelques autres pays.
Les vers du troisième couplet de la chanson, « Put Sufjan Stevens on/And we'll play your favorite song/'Chicago' bursts to life/And your sweet smile remembers you », font référence au musicien Sufjan Stevens et à sa chanson Chicago. La chanson a été utilisée pour la bande originale du jeu vidéo de management de football F.C. Manager 2007.

## Classements
| Pays                            | Positions |
| ------------------------------- | --------- |
| États-Unis (Modern Rock Tracks) | 21        |
| Nouvelle-Zélande (RMNZ)         | 34        |